# Pfarrhaus (Böbing)

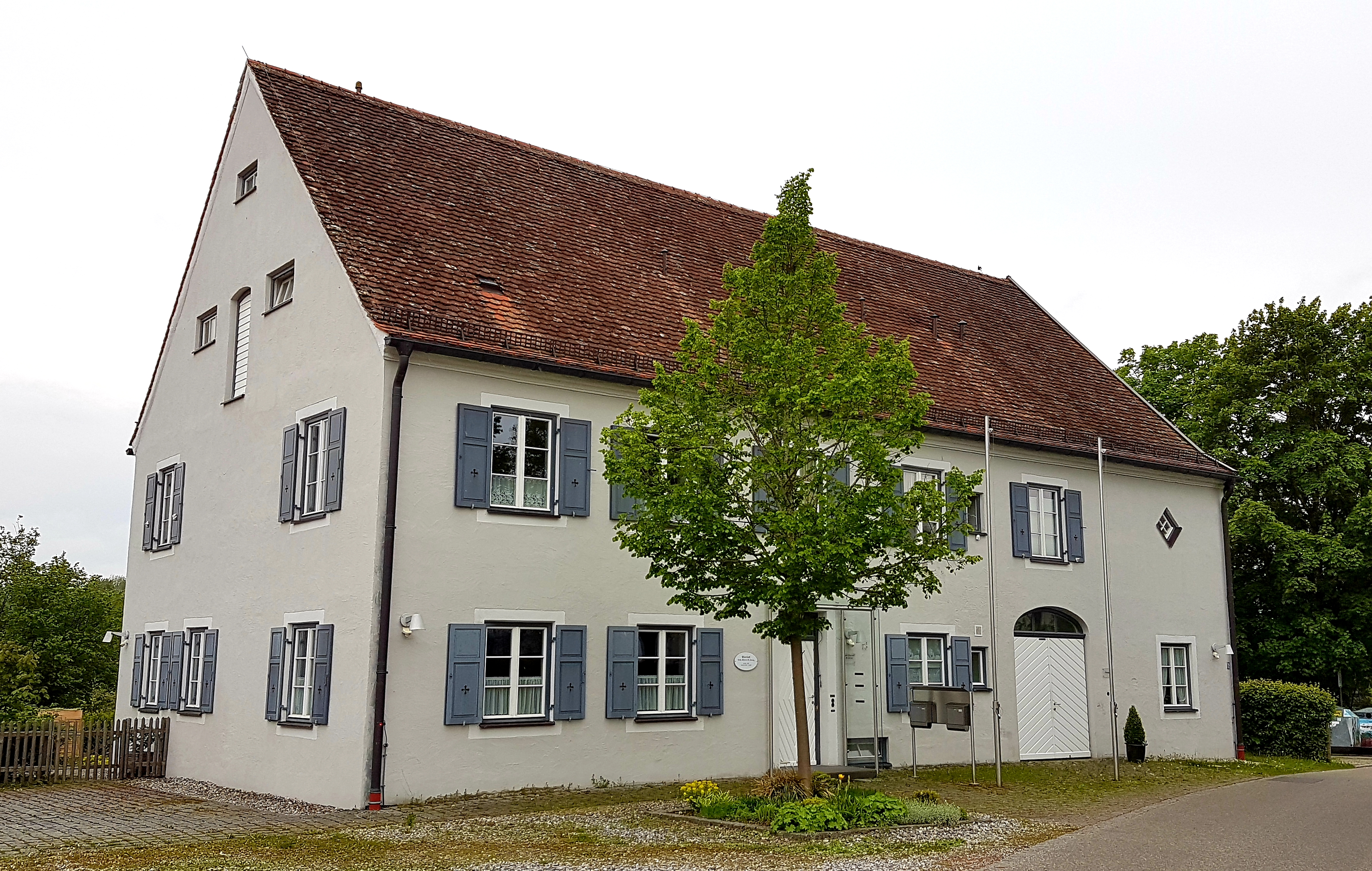
Pfarrhaus in Böbing

Das katholische Pfarrhaus in Böbing, einer Gemeinde im oberbayerischen Landkreis Weilheim-Schongau, wurde 1811/12 errichtet. Das Pfarrhaus an der Kirchstraße 13 ist ein geschütztes Baudenkmal. 
Der zweigeschossige verputzte Einfirsthof mit Satteldach vereinigte unter einem Dach das Pfarrhaus und den Pfarrstadel.